# Isabel Llorach
Isabel Llorach i Dolsa, née à Barcelone en 1874 et morte en 1954 dans cette même ville, est une personnalité de la bourgeoisie industrielle catalane du début du XXe siècle, connue pour son implication dans la vie culturelle barcelonaise.

## Biographie

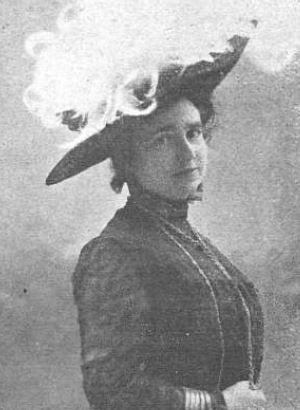
Isabel Llorach, dans la revue féministe catalane Feminal, n°26.

Héritière d'une fortune considérable, Isabel Llorach est issue d'une grande famille de la bourgeoisie catalane exploitant des sources d'eau minérale.
La propriété familiale de la rue Muntaner, située dans le quartier riche de Sarrià-Sant Gervasi, est un édifice moderniste commandé par la mère d'Isabel à l'architecte Josep Puig i Cadafalch en 1904 (aujourd'hui disparu).
Dans cette somptueuse demeure, Isabel développe une grande activité sociale et culturelle. Ainsi, par exemple, dans le petit théâtre de la propriété, des artistes internationaux, comme Carlos Gardel, Maurice Chevalier, Joséphine Baker, Conchita Supervía ou encore Vaslav Nijinsky se produisent sur son invitation.
Elle symbolise la femme catalane aisée, cultivée et mécène, moderne et ouverte sur le monde. Très[réf. nécessaire] francophile, elle apprécie beaucoup la culture et la mode françaises, fréquentant la boutique de haute-couture de Caroline Montagne Roux sur la Rambla de Catalogne. Sportive, elle pratique l'équitation. Femme libre d'avant-garde, elle est l'une des figures mondaines les plus appréciées, de telle sorte qu'on dit à Barcelone qu'aucun événement important ne se déroule sans que la Rolls Royce d’Isabel Llorach ne soit stationnée à l'entrée.
Membre de divers comités culturels de la ville, elle attire à Barcelone les grandes figures contemporaines de la culture.
Elle préside notamment le Conferèntia Club, initié par l'homme politique Francesc Cambó. Les réunions se tiennent à l’Hôtel Ritz, et accueillent María Luz Morales, André Maurois, René Benjamin, Hermann von Keyserling, José Ortega y Gasset, Josep Pla, Ferran Valls i Taberner, Oleguer Junyent, Pere Bosch i Gimpera, Paul Valéry, Giuseppe Ungaretti, Walter Gropius, Wanda Landowska, Ramón Gómez de la Serna, Gregorio Marañón, Salvador de Madariaga ou encore Federico García Lorca. La guerre d'Espagne arrête le projet.
Durant les dernières années de sa vie, elle participe à la campagne de sauvegarde des palais médiévaux de la rue Montcada de Barcelone, où se situe le Musée Picasso.

## Postérité
- Ramon Casas a peint son portrait en pied en 1901[8], œuvre aujourd'hui conservée au Musée national d'art de Catalogne[9].

- Isabel Llorach a inspiré la figure d'Hortènsia Portell dans le roman Vies privées de Josep Maria de Sagarra.
- Son personnage apparaît également dans le film Barcelone, avant que le temps ne l’efface de son neveu Javier Baladía et de Mireia Ros (2011).
- Sa famille repose dans un panthéon dédié du cimetière de les Corts, à Barcelone[10].

## Galerie

La maison Llorach de Josep Puig i Cadafalch, centre de la vie mondaine d'Isabel Llorach
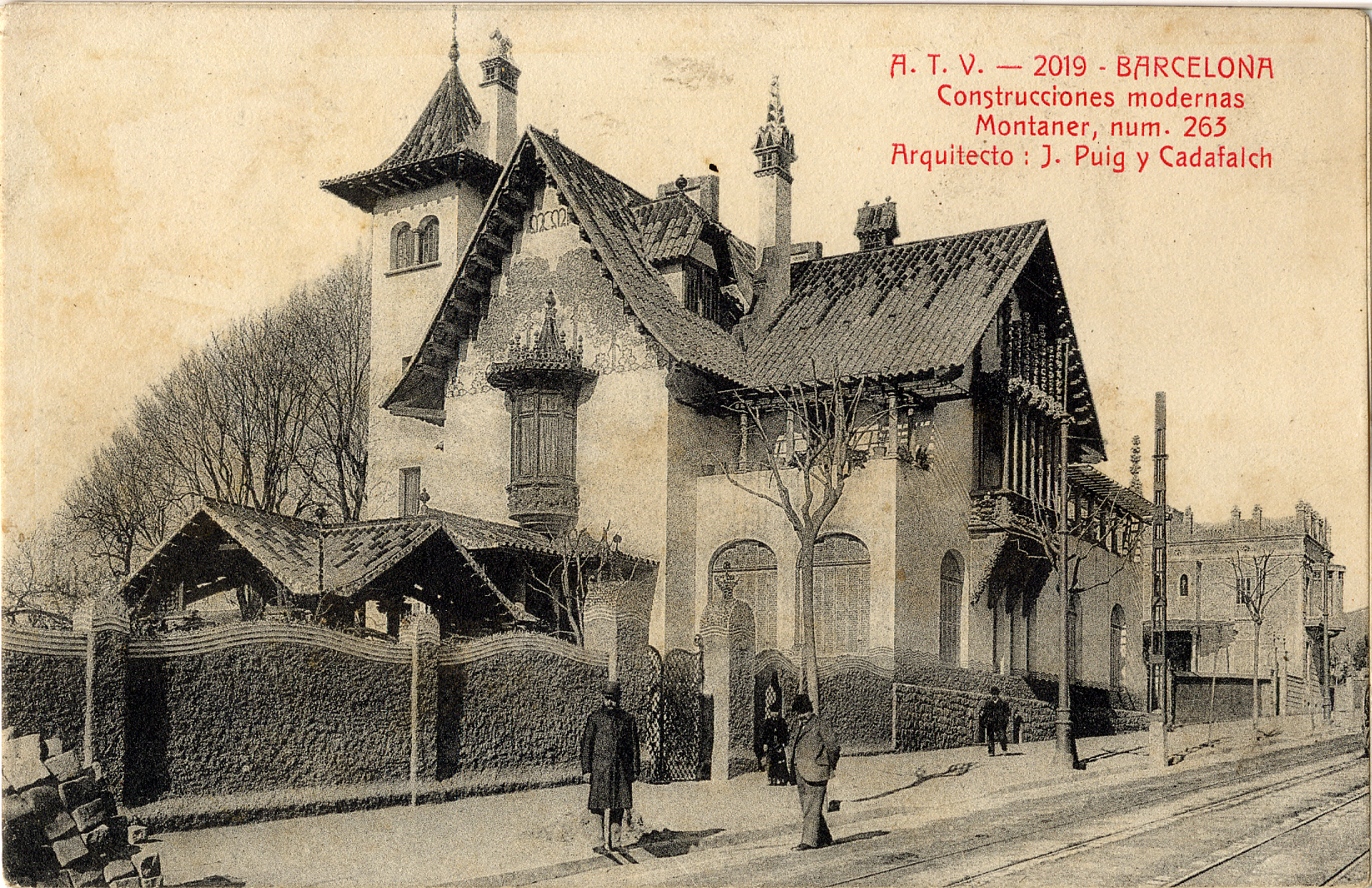
Carte postale représentant la maison.
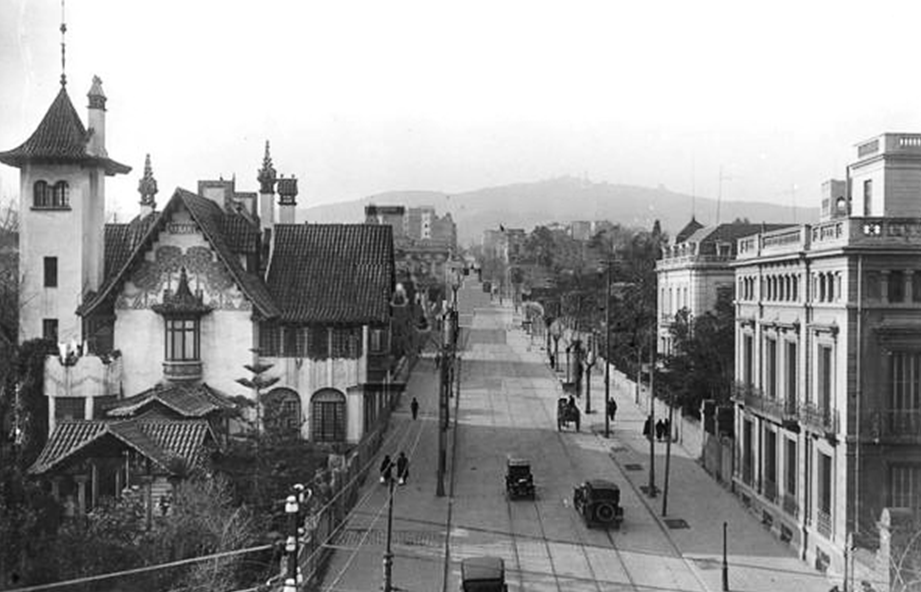
Carrer Muntaner, avec le Tibidabo en face. La maison se trouve à gauche.
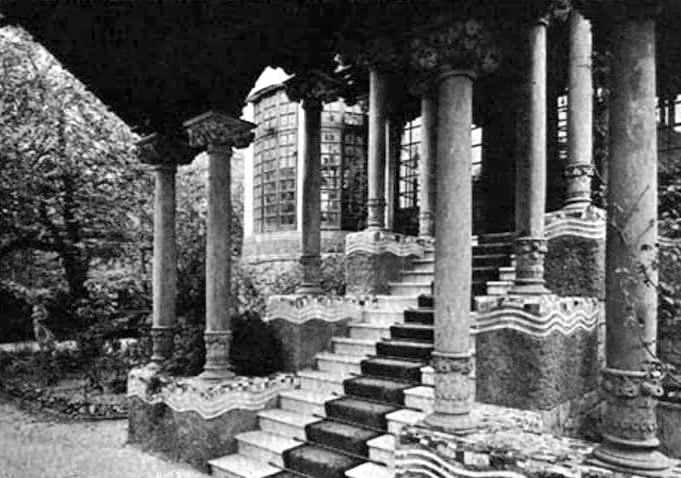
Escalier d'entrée de la Casa Llorach.[style à revoir].
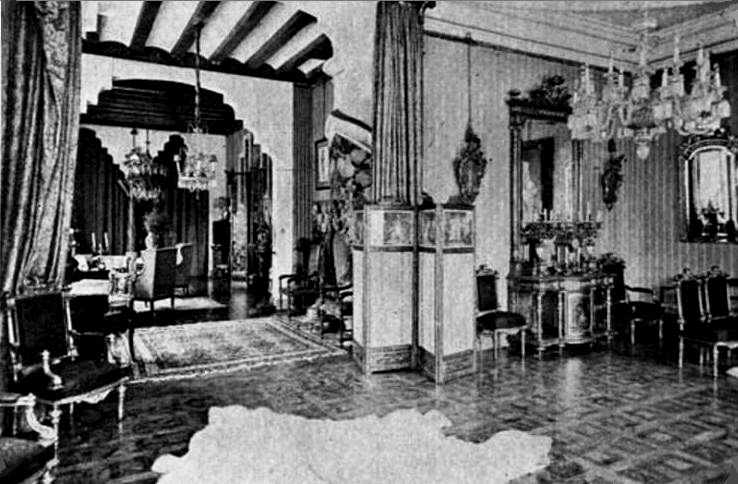
L'un des salons de la casa Llorach.
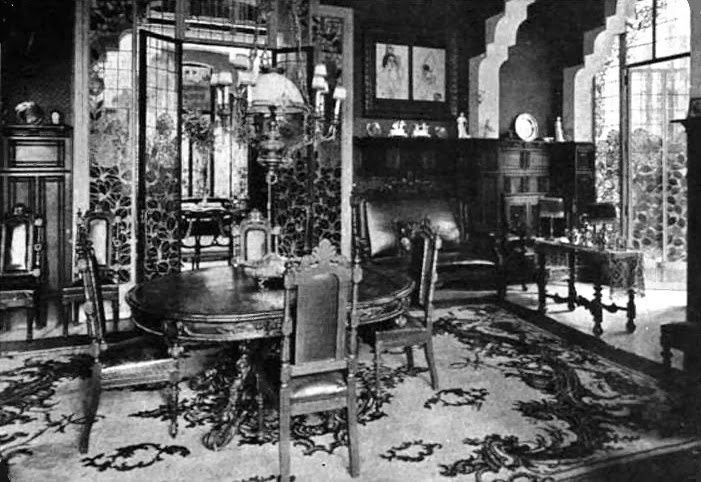
L'une des salles à manger.